# 約翰·康斯坦汀
約翰·康斯坦汀（英語：John Constantine，/ˈkɒnstəntaɪn/）是一位DC漫畫出版社旗下的虛構反英雄角色。人物首次在《沼澤異形》（第2卷）#37（1985年6月）中，由阿蘭·摩爾、Steve Bissette和約翰·托特列班創造。在漫畫《地獄神探》（1988年至2013年）和《康斯坦汀》（2013年至今）中擔任主角。外表視覺靈感取自於英國歌手史汀。而真人電影《康斯坦汀：驅魔神探》也在2005年上映，由基努·李維飾演其角色。劇集電視劇則是由威爾士演員麥特·萊恩主演，後期加入綠箭宇宙系列。
《地獄神探》系列是DC漫畫子公司Vertigo的角色實際登場時間最長、推廣最成功的當紅角色。《帝國雜誌》將康斯坦汀列位於50位最偉大漫畫人物中的第三名。而IGN將他排在前100位漫畫書英雄的第二十九位，而在《嚮導雜誌》的前200名最強的漫畫人物的排行中康斯坦汀位居第十。

## 人物
名義上為「地獄神探」，康斯坦汀是一位住在倫敦的工人階級術士、驅魔人。也被稱為犬儒主義者、非常狡猾、面無表情，總是不斷地在吸菸，但卻有著人文主義的人，會以願望來推動自己的生活。
原本是一個配角，在《沼澤異形》的一個情節中發揮了舉足輕重的作用，後來於1988年推出了自己的獨立漫畫書。在天堂和地獄之間，富有同情心的他充滿了人性，儘管他是個滿嘴髒話、犬儒主義、看破紅塵的反英雄。
康斯坦汀被證明他與人交往廣闊，善於結交盟友，此外他還有女友，甚至是男友（一個故事曾提及到他的過去）。
對於一次戀遇的同性戀人，是他此生最刻苦銘心的愛情，一場煉獄的空難，帶走了他的同性情人，墜入一場不可挽回的黑暗，下定決心不再對同性產生感情，曾經有段時期長期處於性生活裡解憂。
同時，康斯坦汀的親密朋友不可避免地受到影響，而在生活中遇害，使得在他的身上留下了傷痕。在#69，當吸血鬼之王殺死了他旁邊的人時，隨便問他這是否是他的朋友，約翰回答說：「一定是他已經死了」。
康斯坦汀也是被譽為是世界上最強大的驅魔人之一。
雖然是一個強大的巫師，但他很少使用法術，而是運用自己的智慧去欺騙他的對手。康斯坦汀也被稱為「不朽之一」。他的整個家族樹不為人知，許多的祖先在歷史上皆會使用不同時期的巫術，有些曾參與過許多已知的歷史事件。如他的一些祖先角色有在《地獄神探》之外的作品出現，如《Batman: The Order of Beasts》、《睡魔》和《The Books of Magic》。
康斯坦汀多年來穿過很多衣服，最初是描繪成經常身穿藍色細條紋西裝、駝色風衣且偶爾會戴手套。風衣、白襯衫和黑色領帶則作為了該系列的招牌束裝（他最早的風格）。康斯坦汀一天要抽30根Silk Cut的香菸，在電影中約翰從15歲開始這麼做，導致得了肺癌，壽命將盡。約翰偶爾也會打破第四面牆和讀者敘述故事的本身。
約翰·康斯坦汀在漫畫中會隨時間實時老化，成為少數在漫畫中有真正時間的角色。在他的獨奏系列的第一年，康斯坦汀慶祝他的35歲生日。後來約翰在看報紙時，他注意到封面上的日期是他的生日，為1953年5月10日。五年後的1993年，他已40歲。在《地獄神探》中多次被提及，他自己的衰老過程的不同可能是由於他從涅伽爾獲得的惡魔之血。在2011年的採訪中，與DC共同發行的Dan DiDio表示，「康斯坦汀在Vertigo宇宙中是已60歲，那為什麼人物在DC宇宙中卻是明顯年輕化」。
黑暗正義聯盟初期領導者，在《黑暗正義聯盟》發行號30中被扎坦娜取代。

## 創作概念

《康斯坦汀》Vol.1 1封面，Renato Guedes繪製

康斯坦汀首次出現在1985年，作為恐怖故事《沼澤異形》系列中的一個角色，擔任主角的「超自然顧問」。在這些早期的出場，康斯坦汀被描繪成一個有著可疑道德觀的巫師，其外觀是取於歌手史汀（為史汀出現在電影《硫磺和糖漿》和《Quadrophenia》的表現），再由藝術家Stephen R. Bissette和阿蘭·摩爾建造。Stephen R. Bissette和約翰·托特列班都是警察樂隊的粉絲，因此希望繪製一個看起來像史汀的角色。他們曾經至少制定過這樣一個的人物，並以身穿黑色和紅色條紋的衣服登場在《沼澤異形》＃25（1984）。他最早在《沼澤異形》中出場時多處被描繪地和史汀有許多相似之處，在《沼澤異形》＃51，康斯坦汀出現在一艘名為「戈登·薩姆納」的船上。
但直到約翰·康斯坦汀正式亮相在《沼澤異形》＃37時，是由里克·維奇和約翰·托特列班繪製。穆爾介紹康斯坦汀的創作來自一些「真正的好點子......連環殺手在溫徹斯特神秘屋中的一個故事」。維奇的貢獻是讓康斯坦汀戴耳環，1985年時看到他認為是有傷風化的。
當被問及在1985年的約翰·康斯坦汀和角色溫特斯男爵(Baron Winters)之間的相似（從Marv Wolfman和Gene Colan作的Night Force），穆爾透露，他是Wolfman和Night Force的「忠實粉絲」，但是，不打算拉下溫特斯男爵。
|  | 對於康斯坦汀，我不知道我當初在想的是誰。我只是想讓這個知道一切、且了解每個人的人物，非常有魅力。一個了解修女、政客和摩托車騎士的人，並且是一個永遠不會做損利事情的人。我猜他與溫特斯男爵有個相似點，他也是個有許多為其工作的特工的、且會操縱他人的角色。 |

康斯坦汀和溫特斯在對沼澤異形來說的「Gaiman's The Books of Magic」，他們再次遇到對方。
在開始《黑暗正義聯盟》＃9時，傑夫·雷賽假定於系列的寫作任務，取代米利持續維持眩暈標題。與CBR新聞交談時，雷賽認為，在DC漫畫表現出《黑暗正義聯盟》是他的夢想，因為康斯坦汀是他時時刻刻都最喜歡的角色，但不只是漫畫和小說。勒邁爾還取笑，雖然康斯坦汀、扎坦娜和死俠將保持在其名冊上，隊伍改變的啟程線更加得擴大。

## 其他媒體

### 電影
- 2005年真人電影《康斯坦汀：驅魔神探》，由基努·李維飾演康斯坦汀。
  - 電影影片在漫畫的基礎上做出了重大改編，但個別情節取自第41-46期的「Dangerous Habits」。此外根據基努的口音和髮色，和洛杉磯背景，導演表示故事背景並不和漫畫一樣設在倫敦[22]。
  - 在片中仍是位從小就擁有陰陽眼的現代驅魔師，能看見惡魔和半天使。愛好抽菸、喝酒，因從15歲開始就每天抽將近30根菸，康斯坦汀至今只剩不到一年的壽命，所以為了能夠得到上天讓他延長壽命，一直不斷的將想闖入人間的惡魔打回地獄。在幫助一位華裔小女孩脫離惡魔的附身後的康斯坦汀漸漸察覺最近有越來越多的惡魔欲想闖入人間，包括撒旦之子瑪門，且康斯坦汀為阻止瑪門、幫助安琪拉·道森的離奇自殺胞妹伊莎貝·道森、意外身亡的同伴決心展開一場穿梭地獄和人間的人魔交戰。但原來這一切都是加百列和波瑟沙的陰謀，目的是為了利用命運之矛來幫助撒旦之子瑪門跨界到達人間，而康斯坦汀透過割腕來使路西法現身將瑪門帶回。最後當路西法正要帶走約翰時上帝試圖將他帶向天堂，路西法為了獨占約翰的靈魂而使他繼續活著，便治好了康斯坦汀的肺癌[23]。雖然本片獲得的評論家評論褒貶各不一，但獲得了還算成功的票房。
- 2017年動畫電影《黑暗正義聯盟》中，由麥特·萊恩配音康斯坦汀。
- 2020年動畫電影《黑暗正義聯盟：天啟星戰爭》中，由麥特·萊恩配音康斯坦汀。

### 電視
- 綠箭宇宙：最初NBC電視台後轉CW電視台加入綠箭宇宙系列影集，康斯坦汀由麥特·萊恩飾演及配音。
  - NBC影集《康斯坦汀：驅魔神探》由NBC、丹尼爾·切羅內和大衛·S·高耶編寫和執行開發[24]。2014年1月31日，證實了電視劇中的康斯坦汀就像在漫畫中一樣，在英國、且有金色頭髮.[25]。2014年1月30日宣布，由尼爾·馬歇爾負責指導這一系列的試點.[26]。2014年2月21日，由英國演員麥特·萊恩將飾演康斯坦汀[27]。在2014年2月23日，宣布午夜老爹（Papa Midnite，電影譯作米德奈）將作為該系列的主要反派[28]。2014年3月4日，露西·格里菲思（客串）、哈羅德·派瑞歐和查爾斯·哈爾福德將分別成為麗芙（Liv）、曼尼（Manny）和查斯（Chas）[29]。2014年3月10日，高耶論述了該系列中的康斯坦汀這個角色將會比電影更接近於漫畫的原始素材[30]。2014年5月8日，NBC得到了本電視劇系列的播映權[31]。第一季於2015年2月13日結束後，NBC宣布將不會續訂本系列，但華納兄弟仍在尋找其他頻道來讓本劇繼續下去。但後來證實確認取消。
  - 康斯坦汀其後在CW影集《绿箭侠》第四季第五集中登场。
  - 影集《明日傳奇》第三季客串。第四季加入主演陣容。
- 動畫劇《康斯坦丁：恶魔之城》
- 約翰·康斯坦丁的女性化版本喬安娜·康斯坦丁(Johanna Constantine)和她同名的祖先出現在《睡魔 (電視劇)》（2022年）中，均由珍娜·科爾曼飾演。[32][33][34]
  - 2022年10月，科爾曼證實，她、《睡魔》漫畫作家尼爾·蓋曼以及該系列的聯合開發者艾倫·海因伯格曾討論過關於她角色的潛在衍生劇，並表示這是一個“好主意”，但他們“非常落後”。[35]

### 電子遊戲
THQ發布了一個以電影為主的電子遊戲《康斯坦汀：驅魔神探》。

### 小說
黑色小說作者John Shirley負責《地獄神探》的三級小說，包括康斯坦汀的電影小說化。小說《地獄神探：War Lord features》中描述，在另一平行宇宙中的康斯坦汀，有著一頭黑髮且大多生活在洛杉磯，同時簡述了電影的劇情。

### 玩具
DC直流會基於康斯坦丁在漫畫中的造型推出玩具。另一個動作人物玩具系列是由Heroclix直流發行。電影中的領帶和其他周邊商品也有上市。。

### 音樂
《Stranger in the Mirror》這首歌由Ookla the Mok從康斯坦汀的書面敘事模式創作，包括抒情提及「紐卡斯爾事件」。

## 外部連結
- Qusoor: Hellblazer Index （页面存档备份，存于）
- Roots of the Swamp Thing: Swamp Thing Timeline
- Hellblazer Trade Index （页面存档备份，存于）
- Qusoor: Alan Moore interview - The Sting connection （页面存档备份，存于）